# Luc Ravel
Luc Marie Daniel Ravel CRSV (ur. 21 maja 1957 w Paryżu) − francuski duchowny katolicki, arcybiskup Strasburga w latach 2017–2023.

## Życiorys
Ukończył École polytechnique oraz uniwersytet w Poitiers. Wstąpił do zakonu wiktorynów i w tymże zgromadzeniu złożył 7 grudnia 1985 wieczyste śluby. Święcenia kapłańskie otrzymał 13 maja 1987. Był przełożonym kilku zakonnych wspólnot klasztornych, mistrzem nowicjatu oraz wychowawcą w Champagne-sur-Rhône.
7 października 2009 papież Benedykt XVI mianował go ordynariuszem diecezji Armii Francuskiej. Sakry biskupiej udzielił mu 29 listopada 2009 kardynał André Vingt-Trois.
18 lutego 2017 papież Franciszek mianował go arcybiskupem Strasburga.
27 maja 2023 tenże sam papież przyjął jego rezygnację z pełnionej funkcji, którą złożył po oskarżeniach go o nadużycia.